# ワールドレスリングゲームズ
ワールドレスリングゲームズ（FILA World wrestling games）は、世界レスリング連合が主催する。レスリングの国際大会である。毎年9月または10月にフリースタイル・グレコローマンスタイル以外のレスリング競技を集めて行う、いわゆる「レスリング版ワールドゲームズ」である（サンボのみワールドゲームズで採用されたことがある）。
第1回は2007年9月にトルコ・アンタルヤにてグラップリング・サンボ・ビーチレスリング・パンクラチオンの4種目が実施された。
第2回からはサンボが除外され、フォークレスリングが加わった。第3回からはさらにベルトレスリングが加わった。

## 開催記録
| 回 | 年   | 開催地             | GP | SW | BW | PA | TW | AL |
| -- | ---- | ------------------ | -- | -- | -- | -- | -- | -- |
| 1  | 2007 | アンタルヤ         | ○  | ○  | ○  | ○  |    |    |
| 2  | 2008 | ティラナ・ドゥラス | ○  |    | ○  | ○  | ○  |    |
| 3  | 2009 | シャウレイ         | ○  |    | ○  | ○  | ○  | ○  |
| 4  | 2010 | ラクヴェレ         | ○  |    | ○  | ○  | ○  | ○  |